# Mitrasacme pygmaea
Mitrasacme pygmaea là một loài thực vật có hoa trong họ Mã tiền. Loài này được R. Br. mô tả khoa học đầu tiên năm 1810.